# Georgetown (Ohio)
Georgetown é uma vila localizada no estado norte-americano de Ohio, no Condado de Brown.

## Demografia
Segundo o censo norte-americano de 2000, a sua população era de 3691 habitantes.
Em 2006, foi estimada uma população de 3627, um decréscimo de 64 (-1.7%).

## Geografia
De acordo com o United States Census Bureau tem uma área de
9,6 km², dos quais 9,6 km² cobertos por terra e 0,0 km² cobertos por água.

## Localidades na vizinhança
O diagrama seguinte representa as localidades num raio de 16 km ao redor de Georgetown.